# О, счастливчик! (фильм, 1973)
«О, счастливчик!» (англ. O Lucky Man!) — кинофильм британского режиссёра Линдсея Андерсона. Вторая часть трилогии о Мике Трэвисе, в которую входят также картины «Если…» (1968) и «Госпиталь „Британия“» (1982). Фильм получил премию BAFTA и номинировался на «Золотой глобус». Съемки картины прошли с марта по сентябрь 1972 года в Великобритании. Премьера картины состоялась 5 мая 1973 года в Лондоне.

## Сюжет
Привлекательный и неимоверно жизнерадостный молодой человек по имени Мик Трэвис (Малкольм Макдауэлл) начинает свою карьеру в качестве коммивояжера (торгового агента) солидной компании, специализирующейся на продаже кофе. По поручению компании он отправляется в отдалённое графство на северо-востоке Англии заменить другого торгового агента. Заблудившись по дороге, Мик случайно заезжает в запретную зону, где находится какое-то секретное предприятие. Охранники предприятия задерживают его, принимая за иностранного шпиона. Привязанного ремнями к креслу в одной из комнат Мика допрашивают и пытают электротоком. Во время допроса на секретном предприятии неожиданно происходит авария, и Мику удаётся сбежать, воспользовавшись всеобщей беготнёй и суматохой. Начинается путешествие Мика по стране: пешком и автостопом.
Вскоре Мик случайно попадает в частную клинику, где ему предлагают небольшую сумму денег в обмен на согласие подвергнуться медицинскому эксперименту. Он охотно соглашается, даже не подозревая, какой кошмар может за этим последовать. Однако ему удаётся сбежать и оттуда, и Мик продолжает свои скитания, в ходе которых он случайно встречает группу музыкантов (Алан Прайс со своей группой), путешествующих по стране. Среди них — обаятельная девушка Патриция (Хелен Миррен) — дочь богатого магната Джеймса Бёрджеса. У амбициозного и тщеславного Мика, мечтающего стать богатым и знаменитым, почти сразу же возникает желание познакомиться и с самим магнатом. При довольно трагикомических обстоятельствах ему это неожиданно удаётся, и Мик становится личным ассистентом магната.
Бёрджес и его бизнес-партнёры заняты очень опасными и незаконными сделками, а именно: продажей химического оружия одному из африканских диктаторов. Одна из таких сделок привлекает внимание полиции. Наивный Мик становится козлом отпущения для коварных дельцов и коррумпированной полиции. Его арестовывают и сажают на несколько лет в тюрьму, где начинается новый этап его жизни. После выхода из тюрьмы Мик остаётся на улице, без определённой цели в жизни. Случайно он забредает на съёмочную площадку фильма, где из огромной очереди желающих подбирают актёра. Внешность Мика чем-то приглянулась режиссёру. Он просит его улыбнуться в кадре для кинопробы, однако обаятельная улыбка, которая ему так легко давалась в самом начале его пути, сейчас уже требует неимоверных усилий.
Картина заканчивается праздником с музыкой и танцами. Все персонажи картины собрались в одном месте и поздравляют Мика.

## В ролях
- Малкольм Макдауэлл — Мик Трэвис
- Ральф Ричардсон — Монти / сэр Джеймс Бёрджес
- Рейчел Робертс — Глория Роу / Мадам Пайяр / Миссис Ричардс
- Артур Лоу — мистер Дафф / Чарли Джонсон / доктор Мунда
- Хелен Миррен — Патриция
- Грэм Крауден[англ.] — доктор Миллар / профессор Стюарт / бомж
- Филип Стоун — 	Дженкинс / следователь / офицер Армии спасения
- Алан Прайс — музыкант (камео)
- Линдсей Андерсон — кинорежиссёр (камео)
- Дэнди Николс — раздавальщица напитков / соседка
- Джереми Буллок — юноша / водитель спорткара / торговец сэндвичами
- Констанс Чэпман — леди Бёрджесс

## Саундтрек
Песни, звучащие в фильме, написал и исполнил Алан Прайс, бывший клавишник The Animals. «O Lucky Man» — его первый сольный альбом, в который входят:
- «O Lucky Man!» (О, счастливчик!)
- «Poor People» (Бедные люди)
- «Sell Sell» (Продажа)
- «Pastoral» (Пастораль)
- «Arrival» (Прибытие)
- «Look Over Your Shoulders» (Оглянись)
- «Justice» (Правосудие)
- «My Home Town» (Мой родной город)
- «Changes» (Перемены) (в фильме — с субтитрами, в том числе на русском языке)

## Награды и номинации
- 1973 — участие в конкурсной программе Каннского кинофестиваля.
- 1973 — попадание в десятку лучших фильмов года по версии Национального совета кинокритиков США.
- 1974 — две премии BAFTA: премия имени Энтони Эсквита за лучшую музыку в фильме (Алан Прайс), лучший актёр второго плана (Артур Лоу).
- 1974 — номинация на премию «Золотой глобус» за лучшую оригинальную музыку (Алан Прайс).